# Zrinšćina
 Zrinšćina  falu Horvátországban Zágráb megyében. Közigazgatásilag Szentivánzelinához tartozik.

## Fekvése
Zágrábtól 36 km-re, községközpontjától 12 km-re északkeletre fekszik.

## Története
A falunak 1890-ben 49,  1910-ben 54 lakosa volt. Trianonig Zágráb vármegye Szentivánzelinai járásához tartozott. 2001-ben 150 lakosa volt.

## Lakosság
| Lakosság változása | Lakosság változása | Lakosság változása | Lakosság változása | Lakosság változása | Lakosság változása | Lakosság változása | Lakosság változása | Lakosság változása | Lakosság változása | Lakosság változása | Lakosság változása | Lakosság változása | Lakosság változása | Lakosság változása |
| ------------------ | ------------------ | ------------------ | ------------------ | ------------------ | ------------------ | ------------------ | ------------------ | ------------------ | ------------------ | ------------------ | ------------------ | ------------------ | ------------------ | ------------------ |
| 1857               | 1869               | 1880               | 1890               | 1900               | 1910               | 1921               | 1931               | 1948               | 1953               | 1961               | 1971               | 1981               | 1991               | 2001               |
| 0                  | 0                  | 0                  | 49                 | 46                 | 54                 | 163                | 240                | 365                | 331                | 345                | 303                | 238                | 174                | 150                |

## Nevezetességei
A falu határában halastó található.

## Külső hivatkozások
Szentivánzelina község hivatalos oldala